# Кокомпактна топологія
Нехай {\displaystyle (\mathbb {R} ,\tau )} — евклідів простір дійсних чисел (з природною евклідовою топологією).
Визначимо нову топологію {\displaystyle \tau _{*}=\{X\subset \mathbb {R} |X=\varnothing } або {\displaystyle \mathbb {R} \backslash X} компактна в {\displaystyle (\mathbb {R} ,\tau )\}}, яка називається кокомпактною топологією на  {\displaystyle \mathbb {R} }.

## Властивості
- {\displaystyle \tau _{*}} сильніша за коскінченну топологію на  {\displaystyle \mathbb {R} }.
- ({\displaystyle \mathbb {R} ,\tau _{*}}) є T1 , але не T2 простором. Тому ({\displaystyle \mathbb {R} ,\tau _{*}})   не є T2½,  T3, T4, T5   простором.
- ({\displaystyle \mathbb {R} ,\tau _{*}}) гіперзв'язний, зв'язний, локально зв'язний, але не ультразв'язний простір.
- ({\displaystyle \mathbb {R} ,\tau _{*}}) задовольняє першу та другу аксіоми зліченності.
- ({\displaystyle \mathbb {R} ,\tau _{*}}) компактний.
- ({\displaystyle \mathbb {R} ,\tau _{*}}) секвенціально компактний.
- ({\displaystyle \mathbb {R} ,\tau _{*}}) сепарабельний.